# Caulieten

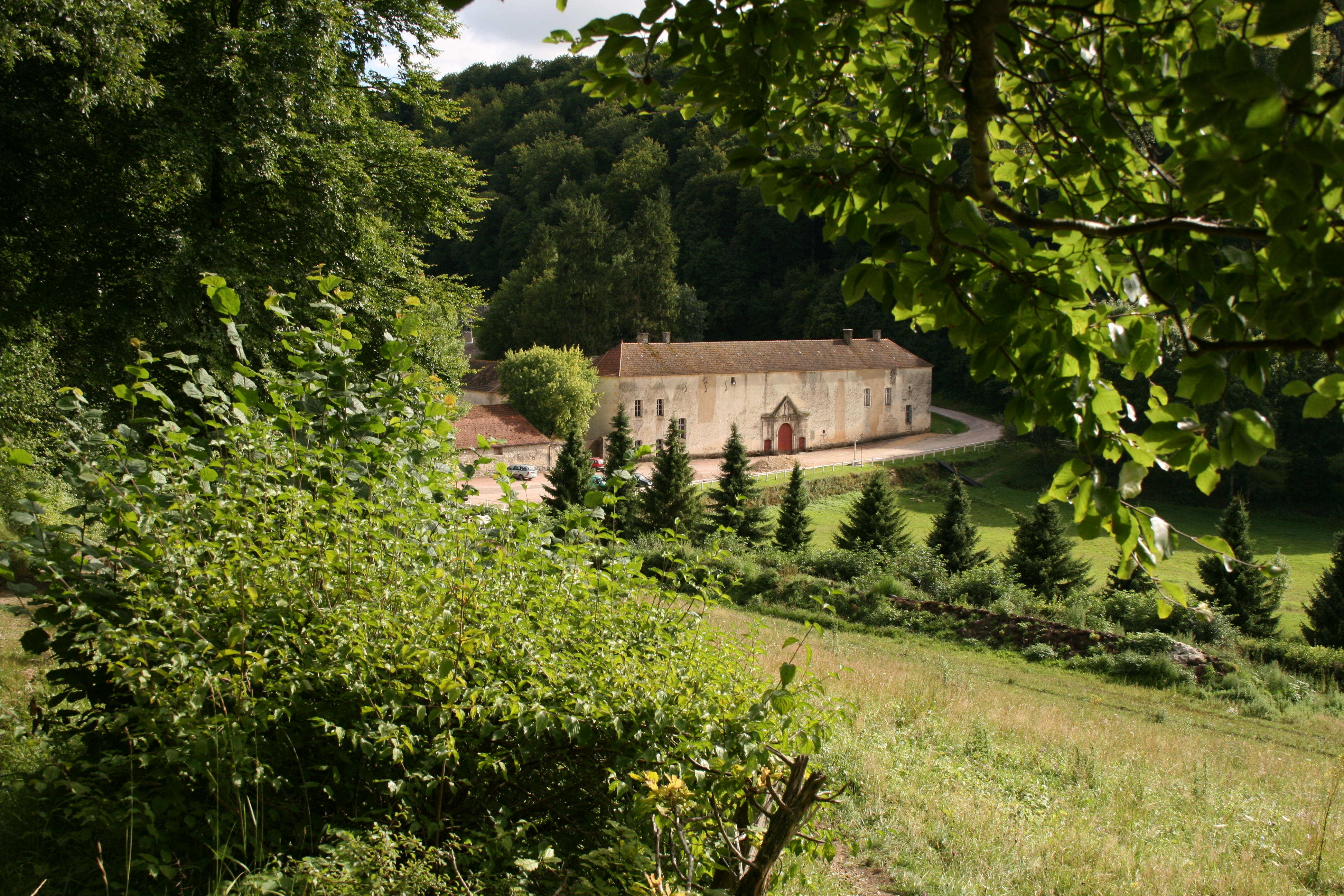
Abdij van Val des Choues

De Caulieten was een kloosterorde binnen de Rooms-Katholieke Kerk.
De oorsprong van de orde ligt in de 12e eeuw, toen een lekenbroeder zich in eenzaamheid terugtrok in een grot nabij de vallei Val des Choues, ofwel Vallis Caulium. Deze kluizenaar kreeg geleidelijk aan de status van een heilige en in 1193 werd op deze plaats een klooster en een kerk gebouwd. In 1205 werden de leefregels van dit klooster door de paus goedgekeurd. De leefregels waren streng, gebed, meditatie en stilte stonden voorop. Men zonderde zich af van de wereld en een Caulietengemeenschap mocht niet meer dan 20 leden tellen.
De kloosters, steeds gewijd aan Maria en Johannes de Doper, bevonden zich altijd in valleien, om het de levensomstandigheden nog zwaarder te maken. Een bekend klooster van hen was Sint-Elisabethsdal te Nunhem, gesticht in 1240.
Gedurende de 15e eeuw kreeg deze orde nauwelijks volgelingen meer. In 1434 gingen de Caulieten van Sint-Elisabethsdal over naar de Reguliere kanunniken van Sint-Augustinus. Ook elders verdween de orde, na een korte bloeitijd, en werden de kloosters overgenomen door andere orden.